# Grunwalth
Grunwalth – polski herb szlachecki - odmiana herbu Dołęga z nobilitacji.

## Opis herbu
Opis zgodnie z klasycznymi regułami blazonowania:
W polu błękitnym podkowa srebrna z takimż krzyżem zaćwieczonym na barku i takąż strzałą na opak między ocelami.
W klejnocie dąb w barwach naturalnych, z połową korony zieloną, połową pozbawioną liści.
Labry błękitne, podbite srebrem.

## Najwcześniejsze wzmianki
Herb z nobilitacji Michała Grunwaltha de Jasicz z Malborka z 11 marca 1540.

## Herbowni
Grunwalth - Grunwalt.